# Pseudogignotettix emeiensis
Pseudogignotettix emeiensis är en insektsart som beskrevs av Zheng, Z. 1995. Pseudogignotettix emeiensis ingår i släktet Pseudogignotettix och familjen torngräshoppor. Inga underarter finns listade i Catalogue of Life.